# Нова колонія
«Нова колонія» (італ. La nuova colonia) — драма з прологом та три дії італійського письменника Луїджі Піранделло, написана з травня по червень 1926 року.
Присвячена Марті Аббі, партнера по життю письменника протягом тривалого періоду його існування, драма, з якою він відкриває так звану сцену театру міфів. Відповідає останньому творчому сезону Піранделло й складається з трилогії: «Нова колонія» (називається соціальним міфом), «Лазар» (представляє релігійний міф) та незавершена «Гігант гори», або міф про мистецтво.
Міф був представлений вперше в березні 1928 року у римському Театрі Аргентини у компанією «Compagnia Pirandello», в інтерпретації Марти Абба та Ламберто Пікассо.
Сюжет запозичений з театральної роботи Сільвії Рончели, письменника, яка є персонажем у романі Піранделло «Її чоловік», опублікованому в 1911 році.

## Сюжет
Маргіналізована група громадянського суспільства вирішує знайти колонію на пустельному вулканічному острові, щоб створити нове, більш справедливе та вільне суспільство.
Керівником спільноти стане Куррао зі своєю жінкою, Ла Спера, колишня повія, яка викупила себе з попереднього життя з моменту, коли стала матір'ю.
Все, здається, добре відбувається, допоки на острів не прибуває, з жінками та грошима, падрон Ноція, метою якого є спробувати життя в цьому експерименті, продемонструвавши, наскільки чоловіки завжди залишаються привернутими до зла та корисливих інстинктів.
Насправді, Ла Спера повертається до заняття проституцією, виявляється що вона й залишалася такою увесь час, після цього Керрао відмовляється від неї, щоб одружитися з Мітою, дочкою Падрона Ноціо. Проте для щастя нової пари не вистачає дитини, яка вже була в шлюбі Куррао та Ла Спери. Проте, жінка протистоїть усім своїм ворогам, щоб взяти її сина та зробити це законним  шляхом через шлюб з Куррао.
Природа втручається, щоб допомогти й захистити порушене природне материнство, міцніше й справедливіше, ніж законне, викликаючи землетрус, який проковтне весь острів, залишивши живими лише Ла Сперу та його сина.